# سومشاي وونغساوات
 سومشاي وونغساوات (بالتايلندية: สมชาย วงศ์สวัสดิ์)‏ (ولد في 31 أغسطس 1947) هو سياسي تايلاندي وعضو سابق للمجلس التنفيذي لحزب الشعب الذي تم حلة بواسطة المحكمة الدستورية، بعد إقالة رئيس الوزراء التايلاندي ساماك سوندارافيج في يوم 18 سبتمبر 2008، تم تعيين سومتشاي بالإنابة من قبل البرلمان التايلاندي استمر سومتشاي  في المنصب حتي يوم 2 ديسمبر 2008 عندما أصدرت لجنة الانتخابات في تايلاند بحلّ الحزب الحاكم.